# Gasthuisbossen (Ieper)
De Gasthuisbossen zijn een provinciaal domein in de Belgische provincie West-Vlaanderen. De bossen bestaan uit een aantal bosdomeinen ten zuidoosten van de stad Ieper. Ze liggen op de heuvelkam van de Ieperboog, op de waterscheidingslijn van de IJzer en de Leie. De totale oppervlakte is meer dan 200 ha. De Gasthuisbossen zijn Europees beschermd als onderdeel van het Natura 2000-gebied 'West-Vlaams Heuvelland' (BE2500003).
Het gebied telt een zevental bossen, namelijk Drie Blotenbos of Hoge Netelaar of Hogebos, Godtschalckbos,  Groenenburg, Huikerbossen, Papenelst of Twaalf Gemeten, Zandvoordebos en het Zwarte Leen. In de omgeving van de Gasthuisbossen liggen nog meer bossen, waaronder het Polygoonbos in het noordoosten en de bossen van het domein Palingbeek in het zuiden.

## Geschiedenis
Tot de middeleeuwen was heel de regio een bebost, dunbevolkt gebied. Ook in de middeleeuwen, een bloeiperiode voor de stad Ieper, bleef het gebied sterk bebost. De stad telde rond de 13de eeuw verschillende liefdadigheidsinstellingen, zoals het Sint-Jansgodshuis, het Bellegodshuis en het Onze-Lieve-Vrouw Gasthuis. Door schenkingen kwamen deze instellingen in het bezit van verschillende gronden ten zuiden van de stad, waaronder de bosgronden. Veel van deze bossen bleven de volgende eeuwen bewaard en bleven in handen van de gasthuizen. Na de Franse Revolutie bleven verschillende bossen gespaard van onteigening en verkoop.
Tijdens de Eerste Wereldoorlog lag het gebied pal op het front van de Ieperboog. In het gebied lagen onder meer Hill 60 en Hill 62. De geallieerden noemden het 'Shrewsbury Forest'. Bij de langdurige gevechten raakten de bossen helemaal verwoest. In de jaren 1920 werden veel bossen opnieuw aangeplant, maar ze bleven beperkt toegankelijk voor het publiek.
De bossen bleven eigendom van het OCMW, de historische erfgenaam van de vroegere gods- en gasthuizen. In 1996 nam de provincie West-Vlaanderen de bossen in erfpacht, ontwikkelde het gebied tot een provinciaal domein en stelde het open voor het publiek.